# Pachybrachis osellai
Pachybrachis osellai là một loài bọ cánh cứng trong họ Chrysomelidae. Loài này được Daccordi & Ruffo miêu tả khoa học năm 1975.